# 블래스트 (음악 그룹)
블래스트는 2014년에 데뷔한 5인조 보이그룹이다.

## 음반
- 오 대한민국 (2014)
- The 1st Album BLAST (2014)